# José Antonio Loidi
José Antonio Loidi Bizkarrondo (Errenteria, Guipúscoa, 1916 - Irun, Guipúscoa, 1999 va ser un escriptor en èuscar.
Farmacèutic de professió és sobretot conegut per ésser l'autor(1955)de la primera novel·la policíaca en basc "Hamabost egun Urgainen" (Quinze dies a Urgain) i també del primer detectiu de llengua basca.